# Rijksbeschermd gezicht Heerewaarden
Gezicht Heerewaarden is een van rijkswege beschermd dorpsgezicht in Heerewaarden in de Nederlandse provincie Gelderland. De procedure voor aanwijzing werd gestart op 27 februari 2009. Het gebied is nog niet definitief aangewezen. Het beschermd gezicht beslaat een oppervlakte van 30,5 hectare.
Panden die binnen een beschermd gezicht vallen krijgen niet automatisch de status van beschermd monument. Wel zal de gemeente het bestemmingsplan aanpassen om nieuwe ontwikkelingen in het gebied te reguleren. De gezichtsbescherming richt zich op de stedenbouwkundige en cultuurhistorische waardering van een gebied en wil het toekomstig functioneren daarvan veiligstellen.